# Trận Neukalen
Trận Neukalen là một trận đánh tại Neukalen trong cuộc Chiến tranh Bảy năm, đã diễn ra vào ngày 2 tháng 1 năm 1762, giữa quân đội Thụy Điển và Phổ.
Cuối năm 1761, quân Thụy Điển đã đánh chiếm thị trấn Malchin từ tay Phổ. Tuy nhiên, đầu năm 1762, quân Phổ đã phản công để giành lại Malchin, nhưng thất bại. Dù vậy, họ đã đánh bật những đợt tấn công của quân Thụy Điển từ Malchin. Trong khi ấy, dưới quyền chỉ huy của tướng Augustin Ehrensvärd, một đạo quân cứu viện của Thụy Điển đã tiến xuống từ phương Bắc. Với 1 trung đoàn khinh kỵ binh, từ 3 đến 5 tiểu đoàn bộ binh và 12 khẩu pháo, một đơn vị của Phổ đã cố gắng ngăn chặn đường tiến vào thị trấn Malchin của quân Thụy Điển. Mặc dù vậy, lực lượng Thụy Điển dưới sự chỉ huy của Carl Constantin De Carnall đã đánh tan các lực lượng của Phổ đóng trại trên ngọn đồi gần Malchin. Đây là trận đánh cuối cùng giữa các lực lượng Thụy Điển và Phổ trong cuộc chiến tranh.
Ehrensvärd đã thực hiện một số cố gắng nửa vời để truy kích người Phổ, tuy nhiên tuyết sâu và sương mù dày đặc đã buộc ông ta phải từ bỏ ý định của mình. Vào ngày 5 tháng 1, ông kéo quân về bờ bên kia của sông Peene, trong khi người Thụy Điển cũng rút khỏi Malchin.